# Imperial Automobile Company (Detroit)
Imperial Automobile Company war ein US-amerikanischer Hersteller von Automobilen aus Detroit.

## Unternehmensgeschichte
Das Unternehmen wurde Ende 1902 in Detroit in Michigan gegründet. 1903 begann die Produktion von Automobilen. Der Markenname lautete Imperial, evtl. mit dem Zusatz Electric. Beteiligt waren J. B. Book, D. J. Campau sowie Joseph Ledwinka als Konstrukteur. 1904 endete die Produktion. 1905 wurde das Unternehmen aufgelöst.

## Fahrzeuge
Im Angebot stand nur ein Modell. Es war ein Elektroauto. Der offene Runabout bot Platz für zwei Personen. Der Neupreis betrug 950 US-Dollar.

## Übersicht über Pkw-Marken aus den USA, die Imperial beinhalten
| Marke    | Hersteller                                | Vermarktungsbeginn | Vermarktungsende | Ort, Bundesstaat           |
| -------- | ----------------------------------------- | ------------------ | ---------------- | -------------------------- |
| Imperial | Philadelphia Motor Vehicle Company        | 1900               | 1901             | Philadelphia, Pennsylvania |
| Imperial | Imperial Automobile Company (Detroit)     | 1903               | 1904             | Detroit, Michigan          |
| Imperial | Rodgers & Company                         | 1903               | 1904             | Columbus, Ohio             |
| Imperial | Imperial Motor Car Company (Pennsylvania) | 1907               | 1908             | Williamsport, Pennsylvania |
| Imperial | Imperial Automobile Company (Jackson)     | 1908               | 1916             | Jackson, Michigan          |
| Imperial | Imperial Motor Car Company (Texas)        | 1910               | 1910             | Houston, Texas             |
| Imperial | Imperial (Automarke)                      | 1954               | 1975             | Detroit, Michigan          |